# Chiesa della Santa Croce (Damasco)
La chiesa della Santa Croce è una chiesa ortodossa nel quartiere di Al-Qassaa a Damasco, la capitale della Siria.

## Storia
Domenica 10 febbraio 2013 vi è stata celebrata l'intronizzazione del patriarca greco-ortodosso di Antiochia e tutto l'oriente Giovanni X Yazigi, alla presenza fra l'altro di Béchara Boutros Raï, Patriarca di Antiochia dei maroniti. La cerimonia è stata discreta a causa della guerra civile siriana, ma successivamente se ne è svolta un'altra con più delegati a Beirut, in Libano.
Nel novembre 2013 è stata colpita da una granata di mortaio.
Il 2 giugno 2019 durante una visita in Siria il patriarca serbo Irinej vi ha celebrato la divina liturgia assieme a Giovanni X Yazigi.